# Paltoga
Paltoga (russisch Палтога) ist ein Dorf in Nordwestrussland mit 295 Einwohnern (Stand 2002). Es gehört zur Rajon Wytegra innerhalb der Oblast Wologda.

## Geographie
Paltoga befindet sich etwa sechs Kilometer südöstlich des Onegasees. Durch den Ort verläuft die Regionalstraße R37, welche Paltoga mit dem 16 Kilometer östlich gelegenen Rajonzentrum Wytegra verbindet.

## Geschichte
Der Ort entstand am 27. Juni 2001 durch den Zusammenschluss der Dörfer Akulowo (Акулово), Aristowo (Аристово), Wasjukowo (Васюково), Kasakowo (Казаково), Korobeinikowo (Коробейниково), Kusnezowo (Кузнецово), Paltogski Perewos (Палтогский Перевоз), Ruchtinowo (Рухтиново), Semjonowo (Семёново), Sucharewo (Сухарево), Tronino (Тронино), Ugolschtschina (Угольщина), Tschebakowo (Чебаково) und Jaschkowo (Яшково). Mit seiner Gründung löste Paltoga den Ort Kasakowo als Verwaltungszentrum der Selskoje posselenije Kasakowskoje (Сельское поселение Казаковское) ab.
Bei der Allrussischen Volkszählung im Jahr 2002 lebten in Paltoga 295 Einwohner (135 Männer, 160 Frauen), von denen 99 % Russen waren. Die Landgemeinde Kasakowskoje selskoje posselenije, zu der neun weitere Dörfer gehören, hat insgesamt 524 Einwohner (Stand 14. Oktober 2010).

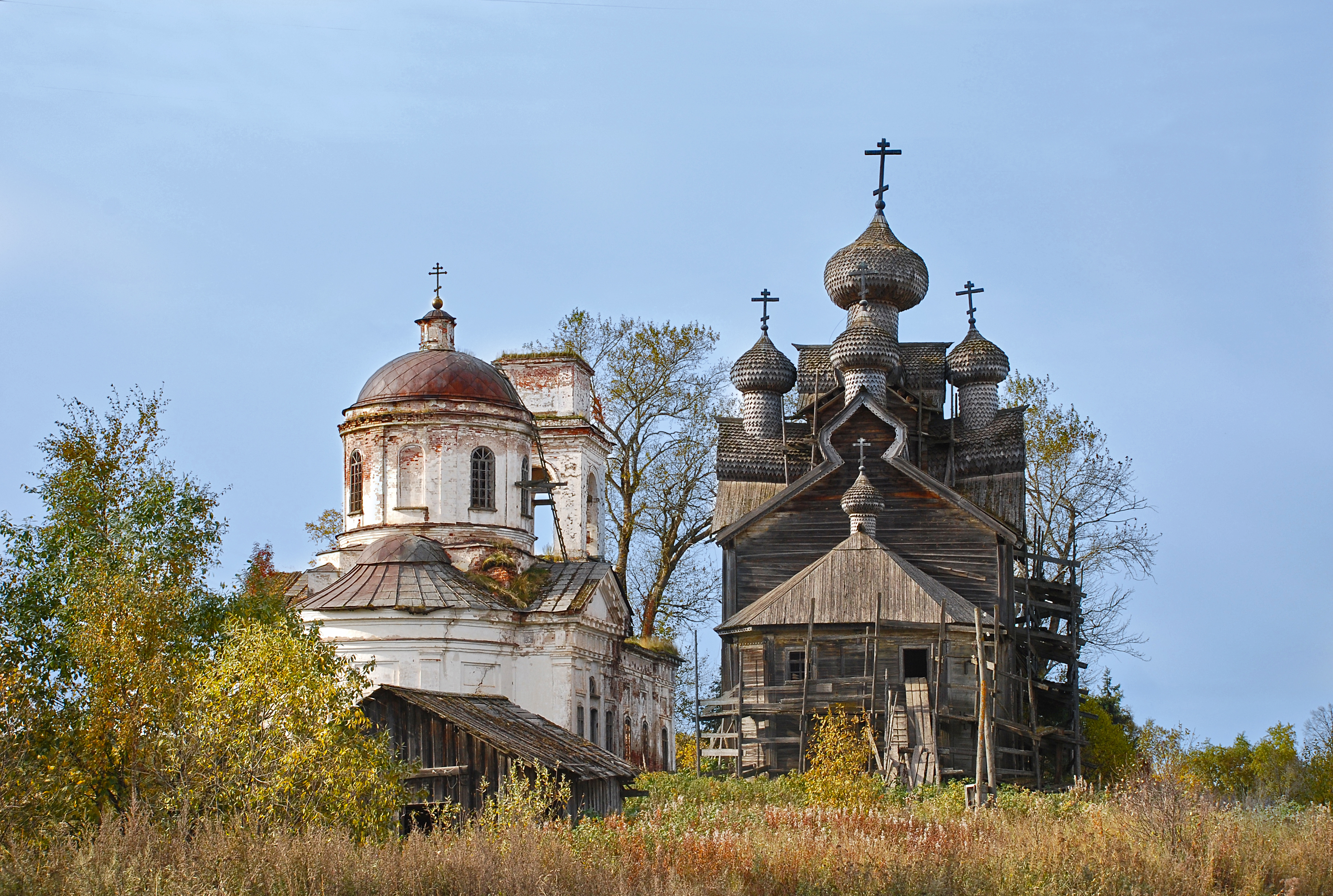
Kirche der Gottesmutter-Ikone vom Zeichen (links) und die Epiphanien-Kirche (rechts) in Paltoga

## Infrastruktur
Im Dorf befindet sich eine Schule, mehrere Geschäfte, zwei Feldscher-Punkte (Фельдшерско-акушерский пункт), welche die medizinische Grundversorgung sicherstellen, zwei Bibliotheken und drei Kultureinrichtungen. Weiterhin gibt auf dem Dorffriedhof mit der 1733 erbauten hölzerne Epiphanien-Kirche (Церковь Богоявления Господня) und der 1810 errichteten steinerne Kirche der Gottesmutter-Ikone vom Zeichen (Церковь Иконы Божьей Матери Знамение) zwei orthodoxe Kirchen. Infolge fehlender Restaurierungsarbeiten stürzte die Epiphanienkirche im Jahr 2009 in sich zusammen.